# Geltingia
Geltingia — рід грибів родини Helicogoniaceae. Назва вперше опублікована 1990 року.

## Класифікація
До роду Geltingia відносять 3 види:
- Geltingia associata
- Geltingia groenlandiae
- Geltingia stereocaulorum